# Giovanni Battista di Giovannofrio
Giovanni Battista di Giovannofrio noto anche come Giovanni Battista di Norcia (fl. XVI-XVII secolo) è stato un pittore italiano del Rinascimento.
Era il fratello del pittore, Giacomo Giovannofrio.

## Biografia
Dipinse un affresco raffigurante una Madonna in trono tra i santi Claudio (o Eligio), Sant'Antonio Abate, e un donatore mentre sopra vi è un'Incoronazione della Vergine, datato 1497, e dipinto per la chiesa di Sant'Agostino a Norcia. Dipinse anche una Gloria di Sant'Antonio da Padova (1501) per la chiesa di San Francesco a Norcia.